# Serie B2 2019-2020 (pallavolo)
La Serie B2 2019-2020 si è svolta dal 19 ottobre 2019 al 23 febbraio 2020: al torneo hanno partecipato centotrentasette squadre di club italiane. Il campionato è stato interrotto a seguito del diffondersi della pandemia di COVID-19.

## Regolamento

### Formula
Le squadre, divise in dieci gironi, avrebbero dovuto disputare un girone all'italiana, con gare di andata e ritorno, per un totale di ventisei giornate; al termine della regular season:
- La prima classificata di ogni girone sarebbe stata promossa in Serie B1.
- La seconda e la terza classificata di ogni girone avrebbero acceduto ai play-off promozione: le sei squadre vincitrici sarebbero state promosse in Serie B1.
- Le ultime tre classificate del girone A, le ultime quattro classificate del girone D, C, D, E, F, G, I e L e le ultime due classificate del girone H sarebbero state retrocesse in Serie C.

A seguito del diffondersi in Italia della pandemia di COVID-19, il 21 febbraio sono state sospese le partite in programma nei gironi B e C; il 26 febbraio è stata decretata la sospensione dell'intera manifestazione fino al 1º marzo 2020, ulteriormente prorogata il 4 marzo 2020 fino al 15 marzo. A seguito della decisione del CONI del 9 marzo di sospendere tutte le manifestazioni sportive fino al 3 aprile 2020, la FIPAV ha prolungato tale sospensione fino al 13 aprile: l'8 aprile 2020 la stessa Federazione Italiana Pallavolo ha infine decretato la chiusura anticipata del campionato senza assegnazioni delle promozioni e delle retrocessioni.

### Criteri di classifica
Se il risultato finale è stato di 3-0 o 3-1 sono stati assegnati 3 punti alla squadra vincente e 0 a quella sconfitta, se il risultato finale è stato di 3-2 sono stati assegnati 2 punti alla squadra vincente e 1 a quella sconfitta.
L'ordine del posizionamento in classifica è stato definito in base a:
- Punti;
- Numero di partite vinte;
- Ratio dei set vinti/persi;
- Ratio dei punti realizzati/subiti.

## Squadre partecipanti

### Girone A
- Area Bra
- Carcare
- Caselle
- Chieri '76 II
- Cuneo Granda II
- Garlasco
- L'Alba
- Lasalliano
- Olympia Voltri
- PAVIC
- Pinerolo II
- Piossasco
- Serteco Genova

### Girone B
- Agrate
- Amatori Orago
- Brembate di Sopra
- Brembo
- Brianza
- Busnago
- Cabiate
- Chorus
- Gorle
- Lurano
- Mandello
- UYBA
- Vivivolley
- Volley36

### Girone C
- Arbor
- Argentia
- Bedizzole
- CSC Cusano
- Gossolengo
- Gussago
- Marudo
- OSGB Campagnola
- Real Mazzano
- Rubierese
- San Giorgio
- Spezia
- Stadium Mirandola
- Volley 2.0

### Girone D
- Altavilla Sovizzo
- Antares Verona
- Cerea
- Lagaris
- Marzola
- Montorio
- Neruda
- Noventa
- Orgiano
- Peschiera
- Porto
- San Vito
- Spakka
- Torri

### Girone E
- Aduna Padova
- Asolo
- Bassano
- Belluno
- Chions Fiume
- Dolo-Legnaro
- Eagles
- Fusion
- Natisonia
- Rizzi Udine
- Union
- Virtus Trieste
- Vispa
- Vivil

### Girone F
- Academy Modena
- Anderlini
- Calci
- Cecina
- CUS Siena
- Liberi e Forti
- Montesport
- Pistoia La Fenice
- Pontemediceo
- San Casciano II
- San Damaso
- Valdarninsieme
- Villa d'Oro
- Vitt Chiusi

### Girone G
- Angels Project
- APAV Calcinelli-Lucrezia
- Conero Planet
- Corridonia
- Faenza
- Giannino Pieralisi
- Idea
- Involley
- Libertas Forlì
- Olimpia Teodora II
- Persicetana
- Ponte Felcino
- Riviera Rimini
- School Volley Perugia

### Girone H
- Andrea Doria Tivoli
- Ariete
- Cisterna
- Civitavecchia
- Friends Roma
- Giò
- Olbia
- PGS San Paolo
- Terracina
- United Pomezia
- Viterbo
- Volleyrò II

### Girone I
- Adriatica
- Arabona
- Battipagliese
- Castellaneta
- Mesagne
- Molinari Napoli
- Nemesi
- Nola
- NVO
- Offida
- Pagliare
- Real Noci
- San Salvatore Telesino
- Volare Benevento

### Girone L
- Ardens Comiso
- Crotone
- Dea
- Fidelis Torretta
- Giarre
- Nigithor
- Paomar Siracusa
- Planet
- Progetto Smart
- Reghion
- Sant'Anna
- Saverio Macheda
- Teams Catania
- Terrasini